# Boehmeria formosana
Boehmeria formosana là loài thực vật có hoa trong họ Tầm ma. Loài này được Hayata mô tả khoa học đầu tiên năm 1911.